# Piridoksamin-fosfat oksidaza
Piridoksamin-fosfat oksidaza (EC 1.4.3.5, piridoksamin 5'-fosfat oksidaza, piridoksamin fosfatna oksidaza, piridoksin (piridoksamin) fosfat oksidaza, piridoksin (piridoksamin) 5'-fosfat oksidaza, piridoksaminfosfatna oksidaza (EC 1.4.3.5: deaminacija), PMP oksidaza, piridoksol-5'-fosfat:kiseonik oksidoreduktaza (deaminacija), piridoksamin-fosfatna oksidaza, PdxH) je enzim sa sistematskim imenom piridoksamin-5'-fosfat:kiseonik oksidoreduktaza (deaminacija). Ovaj enzim katalizuje sledeću hemijsku reakciju:
(1) piridoksamin 5'-fosfat + 2O + O2 {\displaystyle \rightleftharpoons } piridoksal 5'-fosfat + 3 + 2O2
(2) piridoksin 5'-fosfat + O2 {\displaystyle \rightleftharpoons } piridoksal 5'-fosfat +2O2
Ovaj enzim je flavoprotein (FMN). Kod Escherichia coli, koenzim piridoksal 5'-fosfat se sintetiše de novo putem u kome učestvuje EC 1.2.1.72 (eritroza-4-fosfat dehidrogenaza), EC 1.1.1.290 (4-fosfoeritronat dehidrogenaza), EC 2.6.1.52 (fosfoserin transaminaza), EC 1.1.1.262 (4-hidroksitreonin-4-fosfat dehidrogenaza), EC 2.6.99.2 (piridoksin 5'-fosfat sintaza) i EC 1.4.3.5 (sa piridoksin 5'-fosfatom kao supstratom).

## Literatura
- Nicholas C. Price; Lewis Stevens (1999). Fundamentals of Enzymology: The Cell and Molecular Biology of Catalytic Proteins (Third изд.). USA: Oxford University Press. ISBN 019850229X.
- Eric J. Toone (2006). Advances in Enzymology and Related Areas of Molecular Biology, Protein Evolution (Volume 75 изд.). Wiley-Interscience. ISBN 0471205036.
- Branden C; Tooze J. Introduction to Protein Structure. New York, NY: Garland Publishing. ISBN 0-8153-2305-0.
- Irwin H. Segel. Enzyme Kinetics: Behavior and Analysis of Rapid Equilibrium and Steady-State Enzyme Systems (Book 44 изд.). Wiley Classics Library. ISBN 0471303097.

## Spoljašnje veze
- Pyridoxal+5'-phosphate+synthase на 